# Alexandre Wassilieff
Alexandre Wassilieff, né le 5 août 1918 à Odessa en Ukraine et mort le 6 avril 2008 au Revest-les-Eaux près de Toulon, est un amiral et écrivain français.
En septembre 2017, la Préparation militaire marine de Grasse prend son nom.

## Biographie
Issu d'une famille de la noblesse russe contrainte de quitter la Russie à la suite de la révolution d'Octobre, il est le petit-fils du professeur Nicolas Petrovitch Wassilieff (1852-1891) et le fils de Serge Nicolaievitch Wassilieff (1890-1960), capitaine de frégate dans la marine impériale russe.
La famille Wassilieff ayant été naturalisée, Alexandre entre à l'École navale française en 1938.

### La Seconde Guerre mondiale
En février 1940, l’enseigne de vaisseau de 2e classe Alexandre Wassilieff embarque sur le croiseur Algérie à bord duquel il va participer au bombardement de Gênes peu de temps après l’entrée en guerre de l’Italie.
En août 1940 il est désigné pour le contre-torpilleur Chevalier Paul qui sera torpillé par un avion anglais en Méditerranée orientale, au large des côtes de Syrie, dans la nuit du 15 au 16 mars 1941. Sa belle conduite durant cette action sera remarquée et lui vaudra une citation, la première, à l’ordre du régiment avec attribution de la croix de guerre.
Après quelques mois à terre au Liban, promu enseigne de vaisseau de 1re classe le 15 juin 1941, il embarque en octobre de la même année sur le croiseur Foch à bord duquel il restera jusqu’au sabordage.
Placé alors en congé d’armistice, il est affecté au bataillon de défense passive du Var.

### La libération de Toulon
En août 1944 survient le débarquement sur le littoral varois des troupes françaises du maréchal de Lattre de Tassigny appuyées par des troupes américaines et une marine française recomposée.
Ce sera l’occasion pour le jeune enseigne qui ronge son frein de s’illustrer. Il se porte au devant du 3e escadron de spahis algériens de reconnaissance, commandé par le colonel Bonjour, qui venant de Cogolin marche sur Toulon.
Le 20 août, se présentant comme chef d’un groupe de résistance du Beausset, il offre spontanément ses services et notamment sa parfaite connaissance des environs de la ville.
Le 21 il part avec une patrouille en avant-garde d’un détachement blindé de reconnaissance et à 10H00 entre dans les faubourgs de la ville avec les premiers éléments ; le commandement d’une patrouille mixte blindée motorisée de reconnaissance lui est alors confié, avec laquelle il participe les 21, 22 et 23 aux combats de la Libération de Toulon ; le 23 dans la soirée, il est grièvement blessé au cours d’un engagement, place de la Liberté où « il arrivait en tête pour faire flotter le drapeau français sur la subdivision de Toulon » ainsi que le mentionne la proposition de citation à l’ordre de l’Armée que rédigera le colonel Bonjour.
Pour cette action, il recevra sa deuxième citation, à l’ordre de l’Armée cette fois, et sera nommé chevalier de la Légion d’honneur le 18 novembre 1944, le décret de nomination soulignant en sa fin : « La conduite de ce jeune officier a fait l’admiration de tous pendant la Libération de la ville » : il a 26 ans.
Rétabli, il est affecté en mars 1945 sur le contre-torpilleur Le Triomphant en partance pour l’Indochine comme officier fusilier.

### La suite de sa carrière dans la marine
Inscrit au tableau d’avancement pour faits de guerre, promu lieutenant de vaisseau le 7 juillet 1945, il est nommé le 19 novembre chef d’un détachement mis en appui du 1/6e régiment d'infanterie coloniale lors des opérations de reprise de Nha-Trang, sur la côte d’Annam.
Le 3 décembre 1945 lors de l’attaque des positions vietminh de Chomoï, il se porte volontaire pour prendre le commandement d’un véhicule blindé utilisé en appui de l’infanterie. Blessé il tiendra jusqu’à l’enlèvement de la position et recevra pour cette action sa troisième citation, la seconde avec palme, dans laquelle est à nouveau mentionné : « Officier d’un courage en tous points remarquable et d’une rare audace… ». Il sera également nommé « Première classe d’honneur des troupes coloniales ».
De retour en France il est affecté au Centre de formation maritime de Mimizan puis, en août 1948 sur le croiseur Gloire.
Il se porte volontaire pour un deuxième séjour en Indochine et en mai 1950 est nommé au Commandement de la marine au Cap Saint-Jacques, à l’embouchure de la rivière de Saïgon.
Il participait avec les éléments de l’armée de terre chargée de la défense de la presqu’île à des « coups de main » destinés à desserrer l’étau viet-minh sur les villages de la côte. Il y gagna une nouvelle citation, Croix de guerre des Théâtres d'opérations extérieurs avec étoile d’argent.
En novembre 1951 il prend le commandement du dragueur Aubépine qu’il conservera jusqu’en décembre 1952.
Il patrouille pendant une année dans le golfe du Siam, le long des côtes de l’Annam, sur le Bassac, pour contrôler la batellerie et le trafic d’armes en provenance de la Thaïlande, mener des incursions dans les villages de la côte et dans les bras du Mékong, assurer la lutte contre les mines télécommandées de la rive, la protection des navires remontant la rivière de Saïgon – notamment celle du porte-avions Arromanches et du Pasteur, paquebot transformé en transport de troupes.
Les résultats obtenus lors des différentes actions menées avec son bâtiment, notamment dans la région du Bassac, valurent au lieutenant de vaisseau Wassilieff sa cinquième citation, ainsi que sa nomination au grade de chevalier de l’ordre national du Vietnam.
De retour en métropole, promu capitaine de corvette le 1er octobre 1953 il est affecté à la BAN Hyères en qualité de chef du service intérieur
En septembre 1955 il est affecté en Algérie, à l’état-major de la Marine à Bône puis, de retour en métropole, il est désigné en novembre 1956 pour le Bois-Belleau en qualité d’adjoint sécurité. 
En septembre 1958, il recevra son second commandement à la mer, celui de l’escorteur rapide Le Normand.
En décembre 1959, il est nommé à l’état-major du préfet maritime de la 3e région, officier des sports et chef du QG.
Vient ensuite un embarquement sur le croiseur anti-aérien Colbert en septembre 1961 en qualité de commandant en second au cours duquel il sera promu capitaine de frégate le 1er janvier 1962.
En 1962, il est commandant adjoint sécurité du tout nouveau Porte-Avions Foch à Brest où il fait venir à bord (chose tout à fait innovante pour l'époque) la Comédie Française pour 2 représentations de Molière.
En septembre 1964, il prend le commandement de la 1re division d’escorteurs rapides et du Bourguignon. L'Amiral Patou le note "Commandant et chef de division hors pair".
En 1965, il est désigné comme chef d’état-major de l’Amiral commandant en chef interarmées en Océan Indien dont les bureaux sont à Paris. Il restera dans ces fonctions trois années, et sera promu capitaine de vaisseau le 1er janvier 1967.
En 1968, il est nommé chef d’état-major du Commandant du centre d’entraînement de la flotte.
En 1969, il prend le commandement du CIRAM Toulon et est nommé Commandeur de la Légion d'honneur le 29 août 1969.
Le 1er septembre 1972, le capitaine de vaisseau Wassilieff est prend le commandement du bataillon de marins-pompiers de Marseille où il sera promu contre-amiral le 1 mars 1974.
Au terme de ce dernier commandement, il est versé dans la 2ème section des officiers généraux.

## Une carrière d'écrivain
Libéré de toutes fonctions officielles, il commencera une carrière d'écrivain.
Il sera élu membre correspondant de l'Académie de marine dans la section Histoire, lettres et arts, le 22 février 1989, parrainé par le docteur Carré et l'amiral Leenhardt.

## Galerie

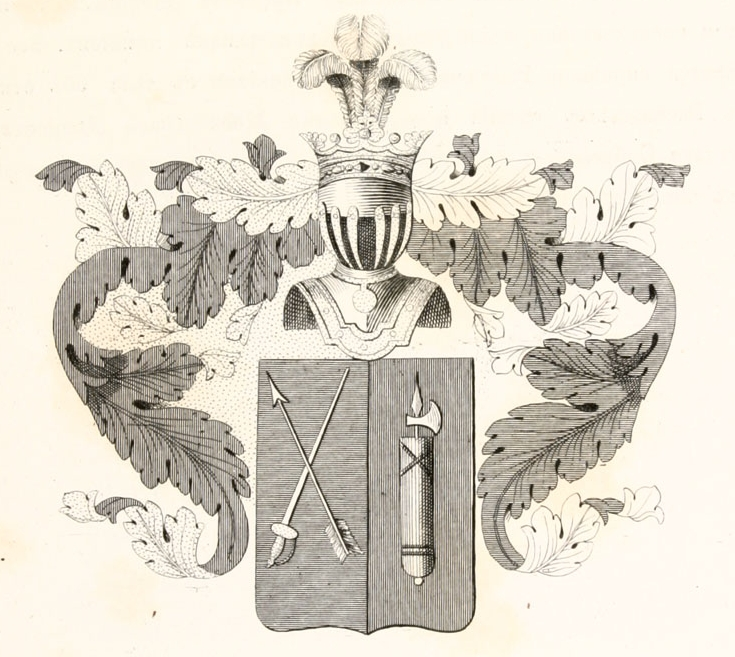
Les armes de la famille Wassilieff.
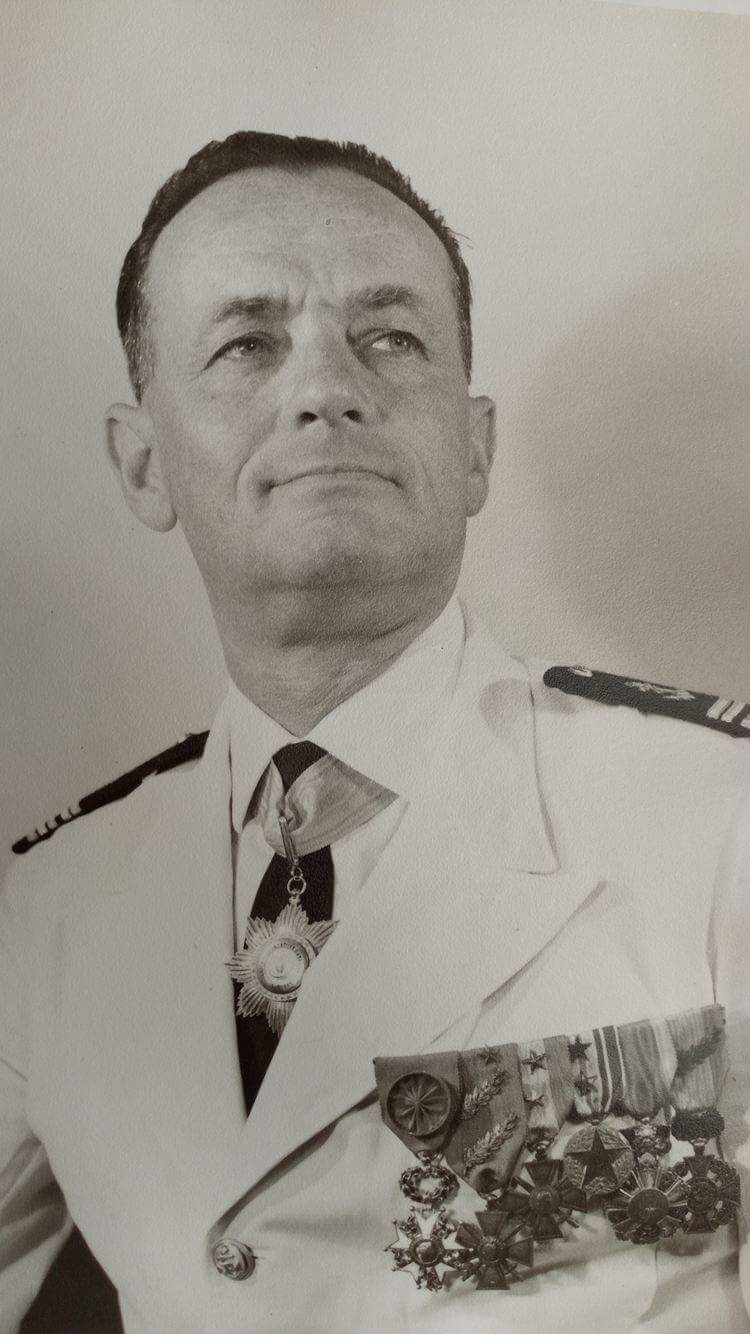
Alexandre Wassilieff dans les années 60.
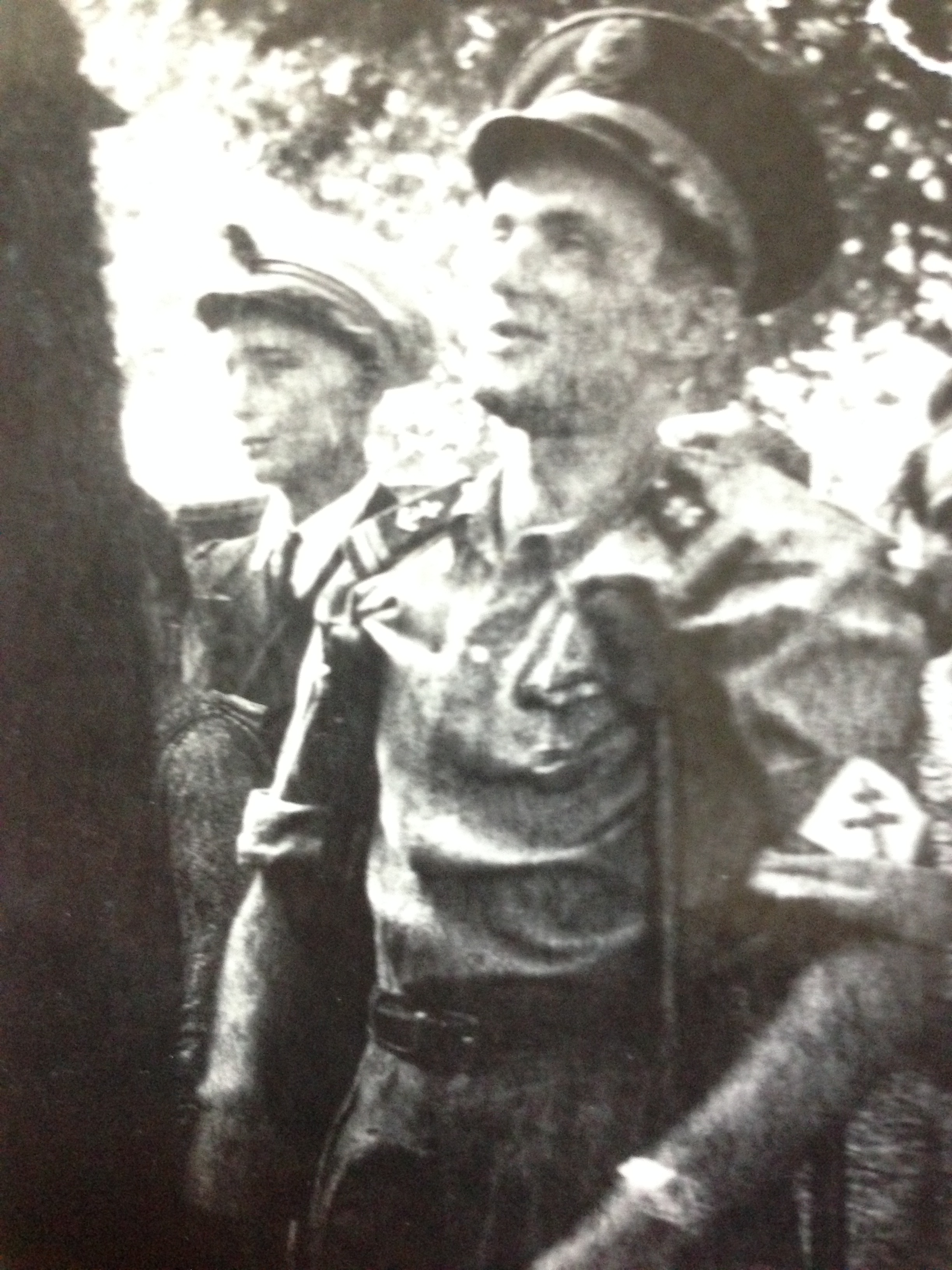
Alexandre Wassilieff après sa blessure en 1944.
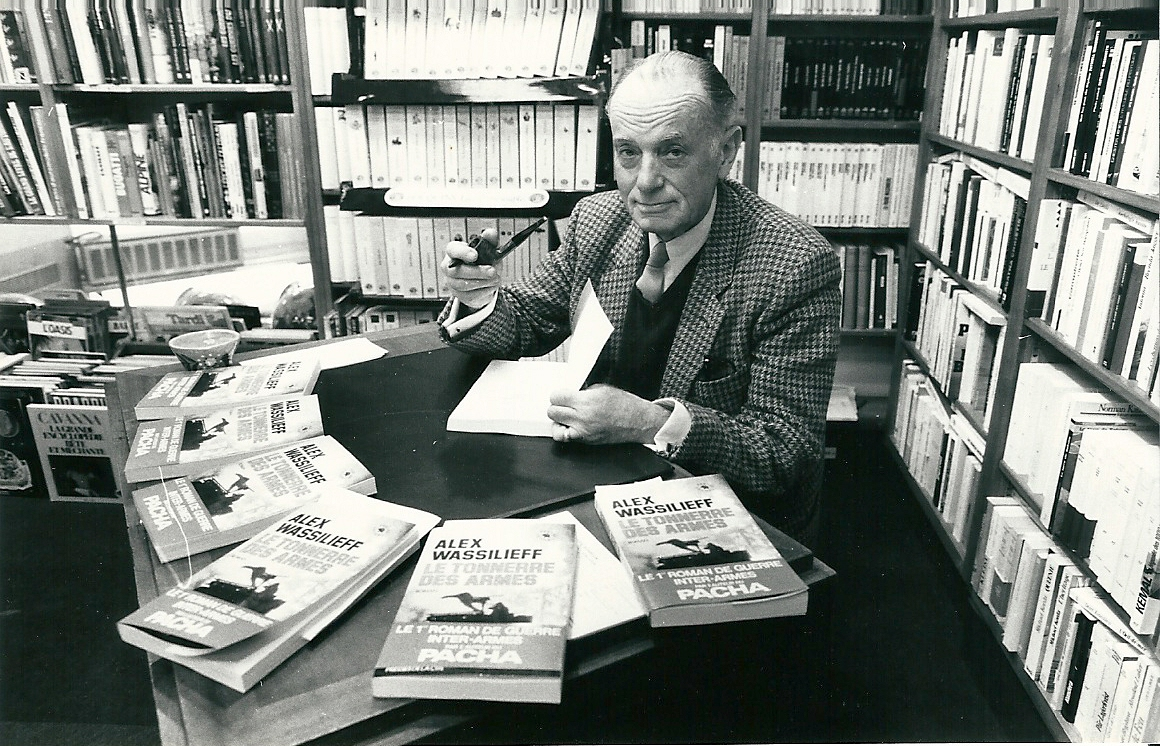
Séance de dédicaces du livre "Le Tonnerre des Armes".
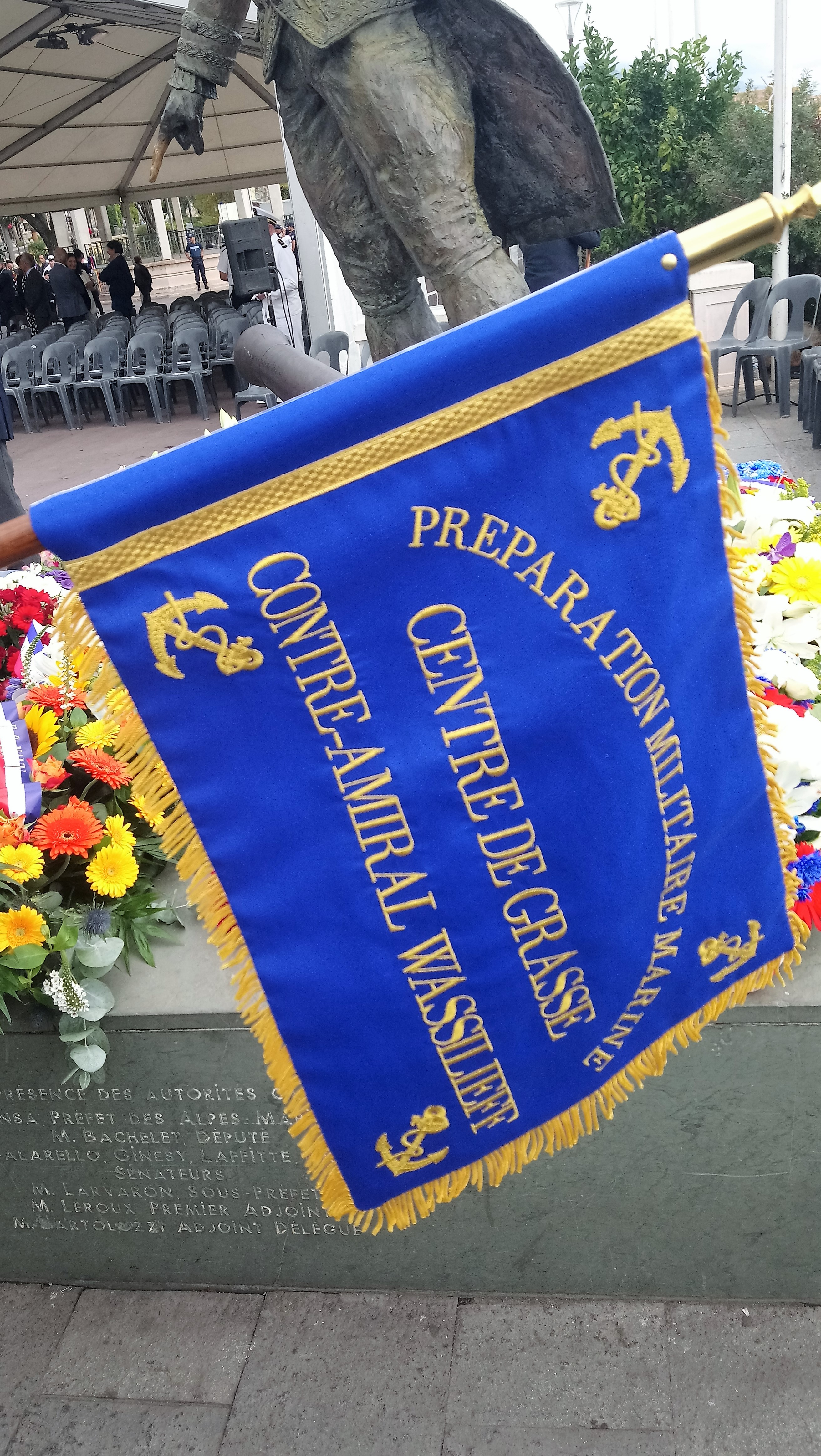
Fanion de la Préparation Militaire Marine de Grasse "Contre-Amiral Wassilieff".
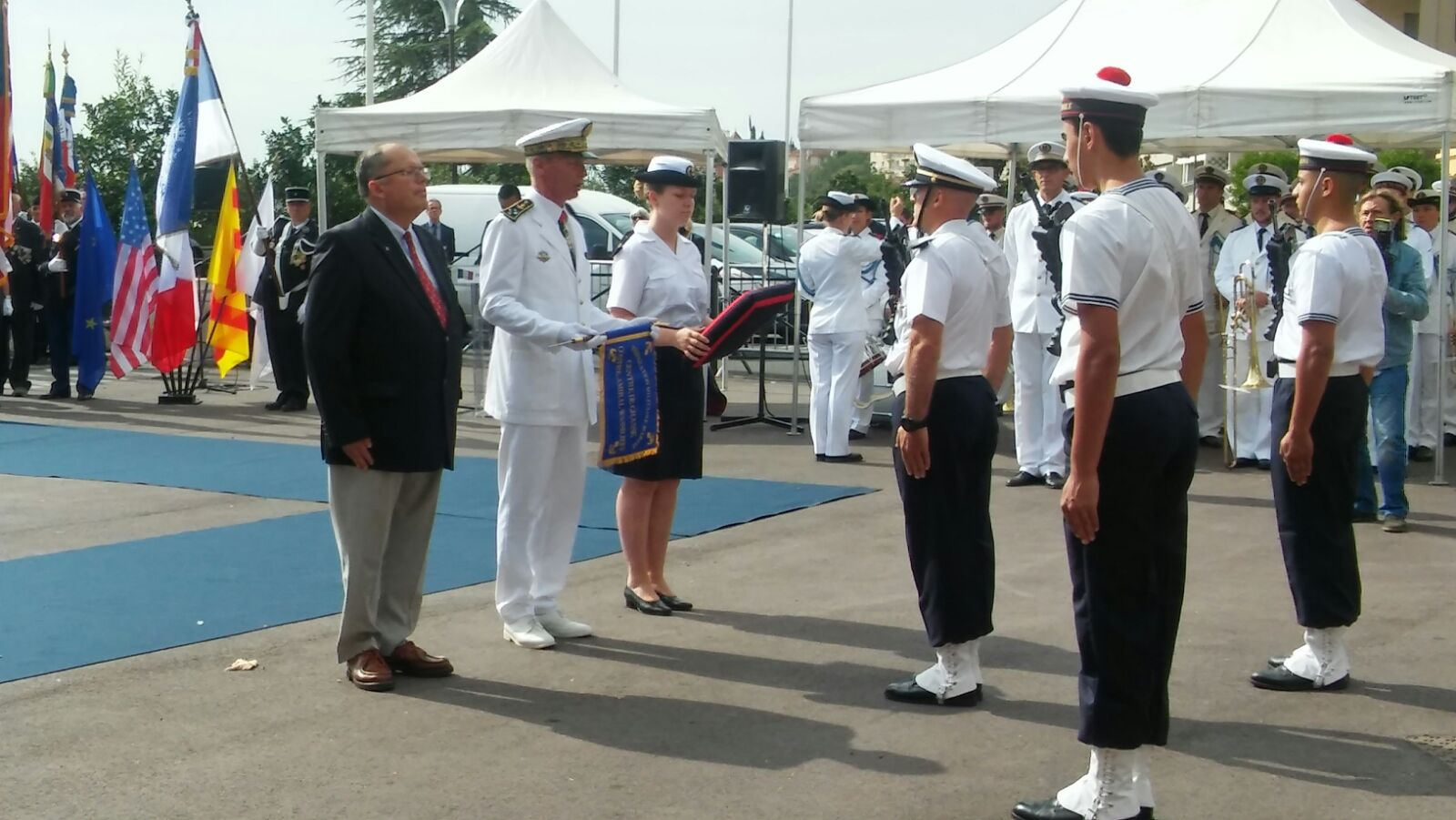
Remise de fanion à la PMM de Grasse.